# Geneviève-Françoise Randon de Malboissière
Geneviève-Françoise Randon de Malboissière, dite aussi Laurette de Malboissière (21 décembre 1746 - 22 août 1766) est une femme de lettres et traductrice française.

## Biographie
Geneviève-Françoise Randon de Malboissière naît à Paris dans une famille de la bourgeoisie des finances, fille de Jean-Louis Randon de Malboissière, caissier des sous-fermes des aides et des domaines à Amiens, Soissons, puis Tours, et de Françoise-Marie-Jeanne Picquefeu de Longpré, fille d'un secrétaire du roi. Le couple habite un hôtel particulier, rue de Paradis, à Paris et a trois enfants : l'aînée, Geneviève-Françoise, Charles-Joseph Randon de Malboissière, qui deviendra général de division et Louis-Henri Randon de Malboissière, futur vicaire général de Nantes.
Son père meurt le 7 octobre 1763. Geneviève Randon est instruite à domicile à partir de 1761, par des précepteurs qui lui enseignent l'histoire naturelle, les mathématiques mais aussi l'allemand, l'anglais, l'italien, l'espagnol, le grec et le latin. En 1764 elle commence des cours de dessin et de danse. Parmi ses précepteurs, on trouve le naturaliste Jacques-Christophe Valmont de Bomare, qui est payé pour lui donner une éducation spécifique, à elle et à ses cousines.
Selon une lettre écrite en 1762, elle va au théâtre depuis l'âge de cinq ans, année où elle assiste à une représentation de Inès de Castro par Antoine Houdar de La Motte. Passionnée de théâtre, elle loue une loge à la Comédie-Française trois fois par semaine, ainsi qu'au Théâtre italien et à l'opéra.
À dix-huit ans, elle tombe amoureuse de Jean-Louis Dutartre, fils d'un notaire du Châtelet, qui mourra de la rougeole le 20 octobre 1765.

### Carrière littéraire
Polyglotte, elle traduit personnellement des fragments de ses œuvres préférées dont L'Histoire de l'Écosse de William Robertson et De l'origine et des progrès des arts et des sciences de David Hume.
Elle commence à écrire vers l'âge de quinze mais atteint l'apogée à dix-huit, avec trente-trois ouvrages écrits en cinq ans. Son œuvre comprend des textes d'histoire naturelle, des traductions depuis plusieurs langues différentes, de la poésie ainsi que des pièces de théâtre (des comédies, des tragédies, une pastorale, un livret d'opéra et un début d'opéra-comique). Elle reçoit une renommée internationale de son vivant et l'admiration de Friedrich Melchior Grimm et de David Hume.
Seules deux de ses œuvres seront publiées, à titre posthume : la comédie Ilphis et Zulie (1766), publiée dans un recueil de textes par son ancien précepteur d'allemand, Michael Huber, ainsi que sa correspondance avec son amie Adélaïde Méliand, dont le père est intendant de Soissons puis conseiller d'État (1866),. Cette correspondance contient 295 lettres échangées, écrites entre le 19 août 1761 et la mort de Geneviève Randon en 1766. Entre novembre 1763 et décembre 1765, Geneviève Randon envoie jusqu'à 10 lettres par mois à son amie.

### Mort
Elle meurt de la rougeole le 22 août 1766 à l'âge de 20 ans. Peu après son décès, Friedrich Melchior Grimm mentionne son décès dans sa correspondance comme « une perte qui mérite d'être remarquée ».

## Œuvres publiées
- Ilphis et Zulie, 1766 : (comédie en un acte)
- Lettres d’une jeune fille du temps de Louis XV (1761-1766), marquise de la Grange (éd.), Paris, Didier et Cie, 1866. Numérisé.
- Une jeune fille au XVIIIe siècle. Lettres de Geneviève de Malboissière à Adélaide Méliand (1761-1766), Albert de Luppé (éd.), Paris, Champion, 1925.

## Hommages
- Un buste en marbre de Geneviève-Françoise Randon de Malboissière sculpté par Jean-Baptiste Lemoyne en 1768 est conservé au Metropolitan Museum of Art à New York[5].